# Tiếng Hán thượng cổ
Tiếng Hán thượng cổ (tiếng Hán: 上古漢語; Hán Việt: thượng cổ Hán ngữ) là giai đoạn cổ nhất được ghi nhận của tiếng Hán và là tiền thân của tất cả các dạng tiếng Hán ngày nay. Ngữ liệu cổ nhất ta có được là những bản khắc giáp cốt văn niên đại khoảng 1250 TCN, cuối nhà Thương. Sau đó, thời nhà Chu, Kim văn trở nên phổ biến. Nửa cuối nhà Chu, nền văn học phát triển vượt bậc, với các tác phẩm kinh điển như Luận ngữ, Mạnh Tử, Tả truyện. Những tác phẩm này là hình mẫu cho văn ngôn, dạng tiếng Hán viết chuẩn cho đến đầu thế kỷ XX, qua đó giúp lưu giữ phần từ vựng-ngữ pháp thời cuối tiếng Hán thượng cổ.

## Phân loại
Tiếng Hán trung cổ và các nhóm ngôn ngữ lân cận phía nam như hệ Kra–Dai, hệ H'Mông-Miền và chi Vietic của hệ Nam Á đều sở hữu hệ thống thanh điệu, cấu trúc âm tiết, đặc điểm ngữ pháp và sự bất biến tố tương tự nhau; điều này không phải vì chúng có mối quan hệ họ hàng, mà là vì chúng đã tiếp xúc và trao đổi với nhau trong dòng lịch sử hình thành và phát triển của khu vực. Hiện nay, phần lớn giới ngôn ngữ học xếp tiếng Hán vào nhóm Hán-Tạng cùng với tiếng Miến Điện, tiếng Tây Tạng và nhiều ngôn ngữ khác rải rác khắp dãy Himalaya và khối núi Đông Nam Á. Bằng chứng cho điều này là hàng trăm hình vị đồng nguyên đã được tìm thấy, bao gồm những từ vựng cơ bản được trình bày bên dưới:
| Nghĩa              | Tiếng Hán cổ | Âm Hán-Việt | Tiếng Tạng cổ | Tiếng Miến cổ  |
| ------------------ | ------------ | ----------- | ------------- | -------------- |
| Ngôi nhất số ít    | 吾 *ŋa       | ngô         | ṅa            | ṅā             |
| Ngôi hai số ít     | 汝 *njaʔ     | nhữ         |               | naṅ            |
| 'không' (phủ định) | 無 *mja      | vô          | ma            | ma             |
| 'hai'              | 二 *njijs    | nhị         | gñis          | nhac < *nhik   |
| 'ba'               | 三 *sum      | tam         | gsum          | sumḥ           |
| 'năm'              | 五 *ŋaʔ      | ngũ         | lṅa           | ṅāḥ            |
| 'sáu'              | 六 *C-rjuk   | lục         | drug          | khrok < *khruk |
| 'Mặt Trời'         | 日 *njit     | nhật        | ñi-ma         | niy            |
| 'tên'              | 名 *mjeŋ     | danh        | myiṅ < *myeŋ  | maññ < *miŋ    |
| 'tai'              | 耳 *njəʔ     | nhĩ         | rna           | nāḥ            |
| 'khớp'             | 節 *tsik     | tiết        | tshigs        | chac < *chik   |
| 'cá'               | 魚 *ŋja      | ngư         | ña < *ṅʲa     | ṅāḥ            |
| 'đắng'             | 苦 *kʰaʔ     | khổ         | kha           | khāḥ           |
| 'giết'             | 殺 *srjat    | sát         | -sad          | sat            |
| 'độc'              | 毒 *duk      | độc         | dug           | tok < *tuk     |

Mặc dù mối quan hệ này đã được phát hiện vào đầu thế kỷ 19 và hiện được chấp nhận rộng rãi, công cuộc phục nguyên tiếng Hán-Tạng vẫn chưa có nhiều tiến triển, nhất là khi so với các công trình tiên phong như hệ Ấn-Âu và hệ Nam Đảo. Tuy tiếng Hán thượng cổ là thành viên được chứng thực sớm nhất của hệ Hán-Tạng, chữ tượng hình Hán văn thường không làm rõ cách phát âm của từng từ, gây cản trở công tác khảo cứu. Bên cạnh đó, các khó khăn đáng kể đến cũng bao gồm sự đa dạng ngôn ngữ cực kỳ lớn, sự bất biến tố của các ngôn ngữ thuộc hệ này và sự tiếp xúc – vay mượn hỗn loạn giữa các ngôn ngữ trong khu vực. Ngoài ra còn tồn tại nhiều ngôn ngữ ít người nói chưa được mô tả hoàn chỉnh vì chúng được nói ở những vùng núi và biên giới nhạy cảm, khó tiếp cận.
Theo Benedict và Matisoff, tiếng Tạng-Miến nguyên thủy không có sự khu biệt bật hơi ở các âm tắc và tắc-xát đầu. Sự bật hơi ở tiếng Hán thượng cổ thường trùng khớp với các phụ âm tiền thanh mẫu (pre-initial) ở tiếng Tạng và Lô Lô-Miến; điều này được nhiều học giả coi như bằng chứng cho thấy tiếng Hán thượng cổ từng có tiền tố ở giai đoạn trước nữa.

## Ngữ âm
Ngữ âm tiếng Hán thượng cổ đã được tái dựng dựa trên nhiều bằng chứng khác nhau, bao gồm các Hán tự ký âm, cách thức gieo vần trong Kinh Thi và cách đọc tiếng Hán trung cổ trong các tự điển như Thiết Vận (601 CN). Mặc dù nhiều chi tiết vẫn còn bị tranh cãi, các phục nguyên gần đây hầu như đã thống nhất về các nội dung cốt lõi. Ví dụ dưới đây là những phụ âm đầu (tức thanh mẫu) được Lý Phương Quế và William Baxter công nhận, cùng một số bổ sung (chủ yếu của Baxter) được đóng ngoặc đơn:
|                   |           | Môi | Răng   | Răng    | Ngạc cứng | Ngạc mềm | Ngạc mềm | Thanh quản | Thanh quản |
| thường            | xuýt      | Môi | thường | môi hoá | Ngạc cứng | thường   | môi hóa  |            |            |
| ----------------- | --------- | --- | ------ | ------- | --------- | -------- | -------- | ---------- | ---------- |
| Tắc hoặc tắc-xát  | vô thanh  | *p  | *t     | *ts     |           | *k       | *kʷ      | *ʔ         | *ʔʷ        |
| Tắc hoặc tắc-xát  | bật hơi   | *pʰ | *tʰ    | *tsʰ    |           | *kʰ      | *kʷʰ     |            |            |
| Tắc hoặc tắc-xát  | hữu thanh | *b  | *d     | *dz     |           | *ɡ       | *ɡʷ      |            |            |
| Mũi               | vô thanh  | *m̥  | *n̥     |         |           | *ŋ̊       | *ŋ̊ʷ      |            |            |
| Mũi               | hữu thanh | *m  | *n     |         |           | *ŋ       | *ŋʷ      |            |            |
| Bên               | vô thanh  |     | *l̥     |         |           |          |          |            |            |
| Bên               | hữu thanh |     | *l     |         |           |          |          |            |            |
| Xát hoặc tiếp cận | vô thanh  |     | (*r̥)   | *s      | (*j̊)      |          |          | *h         | *hʷ        |
| Xát hoặc tiếp cận | hữu thanh |     | *r     | (*z)    | (*j)      |          |          | (*ɦ)       | (*w)       |

Nhiều tổ hợp phụ âm đầu đã được đề xuất, nhất là cụm *s- + phụ âm, nhưng vấn đề này vẫn chưa nhận được sự tán thành đồng thuận.
Bernhard Karlgren và nhiều học giả về sau cho rằng tiếng Hán thượng cổ sở hữu các phụ âm giữa *-r-, *-j- và *-rj-, điều mà sẽ giúp giải thích cho sự xuất hiện của âm quặt lưỡi, âm ồn và nhiều sự tương phản nguyên âm đặc trưng của tiếng Hán trung cổ. Âm *-r- và sự tương phản âm do *-j- đại diện hầu như được các học giả chấp nhận, tuy nhiên, cách thực hiện âm lướt ngạc cứng *-j- còn là đề tài gây tranh cãi.
Các phục nguyên kể từ thập niên 80 trở đi thường đề xuất sáu nguyên âm sau đây:
| *i | *ə | *u |
| *e | *a | *o |

Nguyên âm hạt nhân có thể được theo sau bởi các phụ âm cuối giống ở tiếng Hán trung cổ: các âm lướt *-j hoặc *-w; các âm mũi *-m , *-n hoặc *-ŋ; các âm dừng *-p, *-t hoặc *-k. Một số học giả đề xuất thêm âm cuối môi – ngạc mềm *-kʷ. Hiện nay, giới chuyên gia cho rằng tiếng Hán thượng cổ không có thanh điệu như ở các ngôn ngữ hậu duệ, song nó có các phụ âm hậu vần (post-coda) như *-ʔ và *-s, về sau diễn tiến lần lượt thành thanh thượng (rising tone) và thanh khứ (departing tone) ở giai đoạn tiếng Hán trung cổ.

## Ngữ pháp
Ta biết rất ít về ngữ pháp tiếng Hán thuở sớm bởi lẽ hầu hết các văn liệu thời cổ chỉ ghi chép về nghi lễ cúng tế và phần lớn từ vựng chưa được giải mã. Tuy nhiên, trái lại thì vốn văn học phong phú thời Chiến Quốc đã được phân tích kỹ lưỡng. Qua đó, ta thấy rằng tiếng Hán thượng cổ không có sự biến tố hình thái từ; thứ tự câu, trợ từ và từ loại mới đảm nhận các chức năng ngữ pháp.

### Từ loại
Đại từ nhân xưng tiếng Hán thượng cổ có rất nhiều dạng thù trong các văn liệu, có lẽ bởi sự khác biệt giữa các phương ngữ. Có hai nhóm đại từ ngôi nhất:
1. Dạng *l-: *lja 余, *ljaʔ 予,[f] *ljə 台 và *lrjəmʔ 朕
2. Dạng *ŋ-: *ŋa 吾 và *ŋajʔ 我

Trong các bản giáp cốt văn, đại từ dạng *l- được nhà vua sử dụng để chỉ bản thân, và đại từ dạng *ŋ- được sử dụng bởi dân chúng thời nhà Thương. Sự phân biệt hai dạng không tái xuất trong các văn liệu về sau, và đại từ dạng *l- mất hẳn trong thời kỳ cổ điển. Sau thời nhà Hán, 我 trở thành đại từ chung chỉ ngôi nhất.
Các đại từ ngôi hai bao gồm *njaʔ 汝, *njəjʔ 爾, *njə 而, *njak 若. 汝 và 爾 tiếp tục được sử dụng không phân biệt cho tới khi bị thay thế bởi biến thể 你 (bính âm hiện đại: nǐ) của miền tây bắc thời nhà Đường. Một vài phương ngữ Mân hiện đại vẫn sử dụng đại từ ngôi hai phái sinh từ 汝.
Tiếng Hán thượng cổ không có đại từ chủ ngữ ngôi ba chuyên dụng, nhưng *tjə 之 (ban đầu là một từ chỉ định khoảng cách) được sử dụng như một đại từ tân ngữ ngôi ba trong thời kỳ cổ điển. Đại từ sở hữu ban đầu là *kjot 厥 bị thay thế bởi *ɡjə 其 vào thời kỳ Cổ điển. Sau thời nhà Hán, 其 được dùng làm đại từ chung chỉ ngôi ba. Từ này vẫn tiếp tục được sử dụng trong một vài phương ngữ Ngô.
Tiếng Hán thượng cổ có đại từ nghi vấn và đại từ chỉ định nhưng không có đại từ bất định. Đại từ phân bổ được tạo thành bằng cách đính thêm hậu tố *-k:
- *djuk 孰 'ai đó' < *djuj 誰 'ai'
- *kak 各 'mỗi một' < *kjaʔ 舉 'tất cả'
- *wək 或 'có kẻ' (phiếm chỉ người) < *wjəʔ 有 'có'
- *mak 莫 'chẳng ai' < *mja 無 'chẳng có'

### Cấu trúc câu
Giống như tiếng Anh và tiếng Trung hiện đại, cấu trúc câu tiếng Hán thượng cổ cũng bao gồm hai thành tố chủ ngữ và vị ngữ.
Trước thời kỳ Cổ điển, vị ngữ danh từ được cấu thành bởi vị từ *wjij 惟 + một danh ngữ bất kì. Ví dụ:
予
*ljaʔ
1
dư
惟
*wjij
là
duy
小
*sjewʔ
tiểu
tiểu
子
*tsjəʔ
tử
tử
'Tôi là tiểu tử.' (Kinh Thư 27, 9)
Vị từ phủ định *pjə-wjij 不惟 đã được chứng thực trong một số bản giáp cốt văn, về sau rút gọn thành *pjəj 非.
Thời Cổ điển, vị từ cuối câu *ljaj 也 thay thế cấu trúc 惟 giữa câu, song 非 vẫn được bảo toàn làm yếu tố phủ định, theo đó 也 có thể thêm hay không tùy:
其
*ɡjə
của nó
kỳ
至
*tjits
tới
chí
爾
*njəjʔ
2
nhĩ
力
*C-rjək
sức
lực
也
*ljajʔ
FP
dã
其
*ɡjə
của nó
kỳ
中
*k-ljuŋ
hồng tâm
trung
非
*pjəj
NEG
phi
爾
*njəjʔ
2
nhĩ
力
*C-rjək
sức
lực
也
*ljajʔ
FP
dã
'Bắn xa tới bao nhiêu là tùy sức mỗi người, bắn trúng hồng tâm thì không.' (Mạnh Tử 10.1/51/13)
Động từ liên kết 是 (shì) xuất hiện trong Hán văn và tiếng Trung hiện đại có niên đại về thời nhà Hán. Vào giai đoạn thượng cổ, từ này có chức năng gần như một đại từ chỉ định.
Giống tiếng Trung hiện đại, song dị biệt khi so với các ngôn ngữ Tạng-Miền khác, thứ tự câu cơ bản của tiếng Hán thượng cổ là chủ–động–tân (SVO):
孟
*mraŋs
Mạnh
Mạnh
子
*tsjəʔ
Tử
Tử
見
*kens
thấy
kiến
梁
*C-rjaŋ
Lương
Lương
惠
*wets
Huệ
Huệ
王
*wjaŋ
Vương
Vương
'Mạnh Tử thấy vua Lương Huệ.' (Mạnh Tử 1.1/1/3)
Ngoài trường hợp đảo trật tự từ nhằm mục đích nhấn mạnh, có hai ngoại lệ khác cần phải chú ý: đại từ chủ ngữ của câu phủ định hoặc đại từ tân ngữ của câu nghi vấn phải được đặt trước động từ:
歲
*swjats
năm
tuế
不
*pjə
NEG
bất
我
*ŋajʔ
1
ngã
與
*ljaʔ
chờ
dữ
'Năm tháng không đợi chờ ta.' (Luận Ngữ 17.1/47/23)

### Biến đổi phụ ngữ
Nhìn chung, phụ ngữ tiếng Hán thượng cổ đứng trước chính ngữ. Theo đó, các tiểu cú liên hệ được đặt trước danh từ và thường đi kèm với tiểu từ *tjə 之 (có chức năng giống từ de 的 của tiếng Trung hiện đại):
不
*pjə
NEG
bất
忍
*njənʔ
chịu đựng
nhẫn
人
*njin
người
nhân
之
*tjə
REL
chi
心
*sjəm
tim
tâm
'... trái tim không chịu đựng được nỗi đau của người.' (Mạnh Tử 3.6/18/4)

## Ngữ vựng
Vốn từ vựng cốt lõi của tiếng Hán thượng cổ đã được hầu hết các nhà nghiên cứu truy vết về tiếng tổ tiên Hán-Tạng, với các từ vay mượn sớm từ các ngôn ngữ lân cận. Quan điểm truyền thống cho rằng tiếng Hán thượng cổ là một ngôn ngữ đơn lập do nó không có sự biến tố hoặc sự phái sinh hình thái, nhưng giờ thi ta biết rằng từ ngữ vẫn có thể được hình thành thông qua phương thức phụ tố phái sinh, điệp từ hoặc ghép từ. Tuy quan điểm truyền thống xác định tiếng Hán thượng cổ chỉ có gốc đơn âm tiết, Baxter và Sagart gần đây lập luận rằng tồn tại gốc đôi âm tiết với âm tiết đầu gần khuyết, giống như ngữ âm tiếng Khmer hiện đại.

### Từ mượn
Vào thời Hán ngữ thượng cổ, văn minh Trung Hoa phát tích từ khu vực xung quanh hạ lưu sông Vị và trung lưu Hoàng Hà rồi bành trướng về phía đông, qua đồng bằng Hoa Bắc đến Sơn Đông và sau đó xuống phía nam vào thung lũng sông Dương Tử. Không có ghi chép nào còn tồn tại về các thứ tiếng phi-Hán được nói ở những vùng này trước khi chúng bị người Hán đồng hóa hoặc tận diệt. Tuy nhiên, dấu vết của những thứ tiếng ấy vẫn lưu đọng ít nhiếu trong tiếng Trung hiện đại thông qua quá trình vay mượn từ ngữ, và điều này có thể góp phần giải thích nguồn gốc của nhiều từ tiếng Trung có lai lịch không rõ ràng.
Jerry Norman và Mei Tsu-lin đã xác định nhiều từ tiếng Hán cổ vay mượn từ tiếng Nam Á, ngôn ngữ mà có lẽ đã từng được nói bởi các dân tộc sống ở vùng hạ lưu sông Dương Tử, được người Hán xưa kia gọi với cái tên là Bách Việt (Yue). Ví dụ, người Hán xưa kia gọi sông Dương Tử là *kroŋ (江, bính âm: jiāng, Hán-Việt: giang), rồi dần dà dùng từ này để chỉ chung hầu hết các con sông ở miền nam Trung Quốc. Norman và Mei cho rằng từ 江 này đồng nguyên với từ sông của tiếng Việt (< *krong Vietic nguyên thủy) và kruŋ 'sông' của tiếng Môn.
Haudricourt và Strecker cũng đề xuất một số từ Hán cổ được suy đoán là bắt nguồn từ tiếng H'Mông-Miền, chủ yếu là vốn từ liên quan đến kỹ thuật canh tác lúa nước vốn phát tích ở miền trung lưu sông Dương Tử, chẳng hạn như:
- *ʔjaŋ 'mạ, mầm lúa' (秧, bính âm: yāng, Hán-Việt: ương) < *jaŋ tiếng H'mông-Miền nguyên thủy
- *luʔ 'lúa gié' (稻, bính âm: dào, Hán-Việt: đạo) < *mblauA tiếng H'mông-Miền nguyên thủy[87]

Ngoài ra, tồn tại một số từ bị nghi vấn là bắt nguồn từ miền Nam Trung Quốc nhưng không rõ là từ đâu, chẳng hạn như:
- *zjaŋʔ 'voi' (象, bính âm: xiàng, Hán-Việt: tượng), so sánh với coiŋ tiếng Môn, *jaŋC tiếng Thái nguyên thủy và chaŋ tiếng Miến.[88]
- *ke 'gà' (雞, bính âm: jī, Hán-Việt: kê), so sánh với *kəiB tiếng Thái nguyên thủy, *kai tiếng H'mông-Miền nguyên thủy và *r-ka tiếng Việt-Mường nguyên thủy.[89]

Thời cổ đại, người Tochari Ấn-Âu định cư tại lòng chảo Tarim đã du truyền thuật nuôi ong lấy mật sang Trung Quốc. Theo đó, từ *mjit 'mật' trong tiếng Hán cổ (蜜, bính âm: mì, Hán-Việt: mật) được suy đoán là bắt nguồn từ gốc *ḿət(ə) của tiếng Tochari nguyên thủy (*ḿ ở đây được ngạc cứng hóa; so sánh với mit của tiếng Tochari B), vốn cũng đồng nguyên với từ mead 'rượu mật ong' của tiếng Anh.
Các dân tộc phương bắc cũng đóng góp một số từ vào ngữ vựng tiếng Hán cổ, chẳng hạn như *dok 'con bê' (犢, bính âm: dú, Hán-Việt: độc), so sánh với tuɣul tiếng Mông Cổ và tuqšan tiếng Mãn Châu.

### Phương thức phụ tố
Một trường hợp phổ biến là "phái sinh bằng biến đổi thanh điệu", theo đó những từ có thanh khứ dường như được sinh ra từ những từ có thanh khác.
Nếu thuyết của Haudricourt về nguồn gốc thanh khứ là đúng, thì những phái sinh thanh này có lẽ là kết quả của sự phát âm lệch hậu tố *-s. Vì tiếng Tạng cũng có phụ tố tương tự, đặc điểm này có lẽ được kế thừa từ giai đoạn tiền Tạng-Miền.
Ví dụ:
- *dzjin (盡 jìn) 'kiệt quệ' và *dzjins (燼 jìn) 'kiệt quệ, tro tàn'[96]
- *kit (結 jié) 'trói buộc' và *kits (髻 jì) 'búi tóc'[97]
- *nup (納 nà) 'nộp' và *nuts < *nups (內 nèi) 'bên trong'[98]
- *tjək (織 zhī) 'thêu thùa' và *tjəks (織 zhì) 'áo vải' (so sánh với Tạng văn ʼthag 'thêu thùa' và thags 'quần áo')[99]

Phương thức biến đổi ngữ nghĩa bằng phụ tố khác liên quan đến các ngoại động từ có âm đầu vô thanh và các động từ bị động hoặc tĩnh với âm đầu hữu thanh:
- *kens (見 jiàn) 'thấy' và *ɡens (現 xiàn) 'xuất hiện'[101]
- *kraw (交 jiāo) 'giao' và *ɡraw (殽 yáo) 'lẫn lộn'[102]
- *trjaŋ (張 zhāng) 'trải ra, giăng ra' và *drjaŋ (長 cháng) 'dài'[103]

Một số học giả cho rằng ngoại động từ có âm đầu vô thanh là dạng cơ bản, còn âm đầu hữu thanh phản ánh sự tồn tại của tiền tố mũi phi ngoại động hóa.
Số khác lại cho rằng dạng ngoại động từ được sản sinh nhờ sự tích hợp thêm tiền tố gây khiến *s- vào căn tố động từ tĩnh, và tác động này sẽ làm cho âm đầu bị phi thanh hóa.
Cả hai luồng ý kiến trên đều suy đoán rằng tiền tố xuất hiện song song trên tất cả các nhánh của hệ Tạng-Miền và thậm chí vẫn có tính năng sản ở một số nhánh.

### Phương thức điệp và ghép
Các hình vị tiếng Hán thượng cổ gốc đều là đơn âm tiết, nhưng tới thời Tây Chu thì nhiều từ hai âm tiết mới đã phát sinh.
Vào thời kỳ cổ điển, 25–30% ngữ vựng là đa âm tiết, song những từ đơn âm tiết xuất hiện thường xuyên hơn và cấu thành 80–90% văn liệu. Nhiều từ đơn hình vị nhưng hai âm tiết, đặc biệt là tên côn trùng, chim chóc, cỏ cây, cũng như trạng từ và tính từ biểu cảm, được hình thành bằng đa dạng các phương pháp điệp. Bên dưới là các ví dụ trích từ Kinh Thi:
- điệp từ (diézì 疊字), theo đó âm tiết được lặp lại, ví dụ như *ʔjuj-ʔjuj (威威 wēiwēi) 'cao lớn' và *ljo-ljo (俞俞 yúyú) 'hạnh phúc và thanh tịnh'.[109]
- điệp vần (diéyùn 疊韻), theo đó phần âm cuối được lặp lại, ví dụ như *ʔiwʔ-liwʔ (窈窕 yǎotiǎo) 'đẹp đẽ' và *tsʰaŋ-kraŋ (倉庚[h] cānggēng) 'vàng anh'.[112][113] Âm đầu của âm tiết phát sinh thường là *l- hoặc *r-.[114]
- song thanh (shuāngshēng 雙聲), theo đó phần âm đầu được lặp lại, ví dụ như *tsʰrjum-tsʰrjaj (參差 cēncī) 'bất thường' và *ʔaŋ-ʔun (鴛鴦 yuānyāng) 'uyên ương'.[112]
- biến nguyên âm, nhất là sự đột biến *-e- và *-o-, được đại diện bởi *tsʰjek-tsʰjok (刺促 qìcù) 'bận bịu' và *ɡreʔ-ɡroʔ (邂逅 xièhòu) 'vô tư lự'.[115] Một số trường hợp đột biến *-i- và *-u- cũng đã được ghi nhận, ví dụ như *pjit-pjut (觱沸 bìfú) 'ồ ạt (nói về gió và nước)' và *srjit-srjut (蟋蟀 xīshuài) 'dế mèn'.[116]

Các hình vị đôi âm tiết khác bao gồm trường hợp nổi tiếng *ɡa-lep (胡蝶 húdié) 'con bướm' từ cuốn Trang Tử.
Nhiều từ đa âm tiết, nhất là danh từ, được hình thành bằng phương thức ghép, ví dụ:
- ghép danh với danh, chẳng hạn như *mok-kʷra (木瓜 mùguā) 'mộc qua' (nghĩa đen từng hình vị là 'cây-dưa'), và *trjuŋ-njit (中日 zhōngrì) 'buổi trưa' (nghĩa đen từng hình vị là 'giữa-ngày').[119]
- ghép động với danh, chẳng hạn như *sjə-mraʔ (司馬 sīmǎ) 'tư mã/viên quan trông coi ngựa' (nghĩa đen từng hình vị là 'trông-ngựa') và *tsak-tsʰrek (作册 zuòcè) 'tác sách/viên quan sao chép sách' (nghĩa đen từng hình vị là 'làm-viết').[120]

Tuy nhiên phải chú ý rằng những hình vị cấu thành từ ghép kiểu này không bị trói buộc: chúng vẫn có nghĩa độc lập khi đứng riêng lẻ.

### Công trình trích dẫn
- Aldridge, Edith (2013), "Survey of Chinese historical syntax part I: pre-Archaic and Archaic Chinese" [Khảo sát cú pháp lịch sử Hán ngữ phần I: tiền-Thượng cổ và Thượng cổ Hán ngữ], Language and Linguistics Compass [La bàn Ngôn ngữ học và Ngôn ngữ], 7 (1): 39–57, doi:10.1111/lnc3.12006.
- Baxter, William H. (1992), A Handbook of Old Chinese Phonology [Một cẩm nang âm vị học Hán ngữ thượng cổ], Berlin: Mouton de Gruyter, ISBN 978-3-11-012324-1.
- Baxter, William H.; Sagart, Laurent (1998), "Word formation in Old Chinese", trong Packard, Jerome Lee (biên tập), New approaches to Chinese word formation: morphology, phonology and the lexicon in modern and ancient Chinese [Các hướng tiếp cận mới đối với cấu tạo từ tiếng Hán: Hình thái học, Âm vị học và Ngữ vựng ở tiếng Hán cổ đại và hiện đại], Berlin: Walter de Gruyter, tr. 35–76, ISBN 978-3-11-015109-1.
- ———; ——— (2014), Old Chinese: A New Reconstruction [Tiếng Hán thượng cổ: Một phục nguyên mới], Nhà xuất bản Đại học Oxford, ISBN 978-0-19-994537-5.
- Boltz, William (1994), The origin and early development of the Chinese writing system [Nguồn gốc và sự phát triển ban sơ của hệ chữ viết Hán ngữ], American Oriental Society, ISBN 978-0-940490-78-9.
- ——— (1999), "Language and Writing", trong Loewe, Michael; Shaughnessy, Edward L. (biên tập), The Cambridge History of Ancient China [Lịch sử Cambridge về Trung Quốc cổ đại], Cambridge: Nhà xuất bản Đại học Cambridge, tr. 74–123, doi:10.1017/CHOL9780521470308.004, ISBN 978-0-521-47030-8.
- Coblin, W. South (1986), A Sinologist's Handlist of Sino-Tibetan Lexical Comparisons [Danh sách bỏ túi về so sánh ngữ vựng Hán-Tạng của một nhà Hán học], Loạt bài chuyên khảo Monumenta Serica, quyển 18, Steyler Verlag, ISBN 978-3-87787-208-6.
- Downer, G. B. (1959), "Derivation by tone-change in Classical Chinese" [Sự phái sinh thông qua biến đổi thanh điệu ở tiếng Hán cổ điển], Bulletin of the School of Oriental and African Studies [Chuyên san của Trường Đông phương và Phi châu học], 22 (1/3): 258–290, doi:10.1017/s0041977x00068701, JSTOR 609429, S2CID 122377268.
- Enfield, N. J. (2005), "Areal Linguistics and Mainland Southeast Asia" [Ngôn ngữ học khu vực và Đông Nam Á lục địa], Annual Review of Anthropology, 34: 181–206, doi:10.1146/annurev.anthro.34.081804.120406, hdl:11858/00-001M-0000-0013-167B-C.
- Cung, Hoàng Thành (1980), "A Comparative Study of the Chinese, Tibetan, and Burmese Vowel Systems" [Một nghiên cứu so sánh về các hệ thống nguyên âm tiếng Hán, tiếng Tạng, và tiếng Miến], Bulletin of the Institute of History and Philology [Chuyên san của Viện Lịch sử và Bác ngữ học], 51 (3), Academia Sinica: 455–489.
- Handel, Zev J. (2003), "Appendix A: A Concise Introduction to Old Chinese Phonology", Handbook of Proto-Tibeto-Burman: System and Philosophy of Sino-Tibetan Reconstruction [Cẩm nang tiếng tiền Tạng-Miến: Hệ thống và triết lý phục nguyên Hán-Tạng], bởi Matisoff, James, Berkeley: Nhà xuất bản Đại học California, tr. 543–576, ISBN 978-0-520-09843-5.
- ——— (2008), "What is Sino-Tibetan? Snapshot of a field and a language family in flux" [Hán-Tạng là gì? Tổng quan về ngành và một ngữ hệ luôn thay đổi], Language and Linguistics Compass, 2 (3): 422–441, doi:10.1111/j.1749-818x.2008.00061.x.
- ——— (2012), "Valence-changing prefixes and voicing alternation in Old Chinese and Proto-Sino-Tibetan: reconstructing *s- and *N- prefixes" [Tiền tố thay đổi ngữ trị và sự đột biến thêm thanh ở tiếng Hán thượng cổ và tiếng tiền Hán-Tạng: Phục nguyên các tiền tố *s- và *N-] (PDF), Language and Linguistics, 13 (1): 61–82, Bản gốc (PDF) lưu trữ ngày 17 tháng 12 năm 2021, truy cập ngày 27 tháng 1 năm 2022.
- ——— (2015), "Old Chinese Phonology", trong S-Y. Wang, William; Sun, Chaofen (biên tập), The Oxford Handbook of Chinese Linguistics [Cẩm nang Oxford về ngôn ngữ học Trung Quốc], Oxford: Nhà xuất bản Đại học Oxford, tr. 68–79, ISBN 978-0-19-985633-6.
- Haudricourt, André G.; Strecker, David (1991), "Hmong–Mien (Miao–Yao) loans in Chinese" [Từ mượn Miêu-Dao trong tiếng Trung], T'oung Pao, 77 (4–5): 335–342, doi:10.1163/156853291X00073, JSTOR 4528539.
- Herforth, Derek (2003), "A sketch of Late Zhou Chinese grammar", trong Thurgood, Graham; LaPolla, Randy J. (biên tập), The Sino-Tibetan languages, London: Routledge, tr. 59–71, ISBN 978-0-7007-1129-1.
- Hill, Nathan W. (2012), "The six vowel hypothesis of Old Chinese in comparative context" [Giả thuyết 6 nguyên âm của tiếng Hán thượng cổ trong bối cảnh so sánh], Bulletin of Chinese Linguistics, 6 (2): 1–69, doi:10.1163/2405478X-90000100.
- Jacques, Guillaume (2014), "The word for 'honey' in Chinese and its relevance for the study of Indo-European and Sino-Tibetan language contact" [Từ chỉ 'mật ong' trong tiếng Trung và sự liên quan của nó đối với nghiên cứu tiếp xúc ngôn ngữ Ấn-Âu và Hán-Tạng], *Wékwos, 1: 111–116.
- Karlgren, Bernhard (1957), Grammata Serica Recensa, Stockholm: Bảo tàng Cổ vật Viễn Đông, OCLC 1999753.
- Lý, Phương Quế (1974–1975), "Studies on Archaic Chinese" [Nghiên cứu tiếng Hán cổ], Monumenta Serica, 31, Mattos, Gilbert L. biên dịch: 219–287, doi:10.1080/02549948.1974.11731100, JSTOR 40726172.
- Li, Jian (2013), The Rise of Disyllables in Old Chinese: The Role of Lianmian Words [Sự trỗi dậy của song âm tiết trong tiếng Hán thượng cổ: Vai trò của các liên miên từ] (Luận án PhD), Đại học Thành phố New York.
- Maspero, Henri (1930), "Préfixes et dérivation en chinois archaïque" [Tiền tố và từ phái sinh ở tiếng Hán thượng cổ], Mémoires de la Société de Linguistique de Paris (bằng tiếng Pháp), 23 (5): 313–327.
- Meier, Kristin; Peyrot, Michaël (2017), "The Word for 'Honey' in Chinese, Tocharian and Sino-Vietnamese" [Từ chỉ 'mật ong' trong tiếng Hán, tiếng Tochari và Hán-Việt], Zeitschrift der Deutschen Morgenländischen Gesellschaft, 167 (1): 7–22, doi:10.13173/zeitdeutmorggese.167.1.0007.
- Norman, Jerry; Mei, Tsu-lin (1976), "The Austroasiatics in Ancient South China: Some Lexical Evidence" [Hệ Nam Á ở Nam Trung Quốc cổ đại: Một số bằng chứng ngữ vựng] (PDF), Monumenta Serica, 32: 274–301, doi:10.1080/02549948.1976.11731121, JSTOR 40726203.
- Norman, Jerry (1988), Chinese, Cambridge: Nhà xuất bản Đại học Cambridge, ISBN 978-0-521-29653-3.
- Peyrot, Michaël (2008), Variation and Change in Tocharian B [Biến thể và biến đổi ở tiếng Tochari B], Amsterdam: Rodopoi, ISBN 978-90-420-2401-4.
- Pulleyblank, Edwin G. (1996), Outline of Classical Chinese Grammar [Đại cương Ngữ pháp Hán ngữ Cổ điển], Nhà xuất bản Đại học British Columbia, ISBN 978-0-7748-0541-4.
- Cầu, Tích Khuê (2000), Chinese writing [Chữ viết tiếng Trung], Mattos, Gilbert L.; Norman, Jerry biên dịch, Berkeley: Hiệp hội Nghiên cứu Trung Quốc sơ đại và Viện Nghiên cứu Đông Á, Đại học California, ISBN 978-1-55729-071-7. (Bản dịch tiếng Anh của Văn tự học khái yếu 文字學概要, Thượng Ốc, 1988.)
- Sagart, Laurent (1999), The Roots of Old Chinese [Căn tố Hán ngữ thượng cổ], Amsterdam: John Benjamins, ISBN 978-90-272-3690-6.
- Schuessler, Axel (2007), ABC Etymological Dictionary of Old Chinese [Từ điển từ nguyên ABC về tiếng Hán thượng cổ], Honolulu: Nhà xuất bản Đại học Hawaii, ISBN 978-0-8248-2975-9.
- ——— (2009), Minimal Old Chinese and Later Han Chinese: A Companion to Grammata Serica Recensa [Hãn ngữ thượng cổ tối thiểu và Hán ngữ hậu Hán: Một dẫn nhập vào Grammata Serica Recensa], Honolulu: Nhà xuất bản Đại học Hawaii, ISBN 978-0-8248-3264-3.
- Shaughnessy, Edward L. (1999), "Western Zhou History" [Lịch sử Tây Chu], trong Loewe, Michael; Shaughnessy, Edward L. (biên tập), The Cambridge History of Ancient China [Lịch sử Cambridge về Trung Quốc cổ đại], Cambridge: Nhà xuất bản Đại học Cambridge, tr. 292–351, doi:10.1017/CHOL9780521470308.007, ISBN 978-0-521-47030-8.
- Sun, Jackson T.-S. (2014), "Sino-Tibetan: Rgyalrong", trong Lieber, Rochelle; Štekauer, Pavol (biên tập), The Oxford Handbook of Derivational Morphology, Oxford: Oxford University Press, tr. 630–650, ISBN 978-0-19-165177-9.
- Tai, James H-Y.; Chan, Marjorie K.M. (1999), "Some reflections on the periodization of the Chinese language" [Một vài suy nghĩ về phân kỳ lịch sử tiếng Hán] (PDF), trong Peyraube, Alain; Sun, Chaofen (biên tập), In Honor of Mei Tsu-Lin: Studies on Chinese Historical Syntax and Morphology [Tưởng nhớ Mai Tổ Lâm: Nghiên cứu về cú pháp và hình thái lịch sử của tiếng Hán], Paris: Ecole des Hautes Etudes en Sciences Sociales, tr. 223–239, ISBN 978-2-910216-02-3, Bản gốc (PDF) lưu trữ ngày 10 tháng 4 năm 2022, truy cập ngày 5 tháng 9 năm 2020.
- Wilkinson, Endymion (2012), Chinese History: A New Manual [Lịch sử tiếng Trung: Một sổ tay mới], Nhà xuất bản Đại học Harvard, ISBN 978-0-674-06715-8.